# 17807 Ерікпірс
17807 Ерікпірс (17807 Ericpearce) — астероїд головного поясу, відкритий 19 березня 1998 року.
Тіссеранів параметр щодо Юпітера — 3,272.